# سیارک ۴۲۳۶۵
سیارک ۴۲۳۶۵ (به انگلیسی: 42365 Caligiuri، نامگذاری:2002CM115) چهل و دو هزار و سیصد و شصت و پنجمین سیارک کشف شده‌است که در ۱۲ فوریه ۲۰۰۲ کشف شد.